# Apanteles furtim
Apanteles furtim är en stekelart som beskrevs av Papp 1977. Apanteles furtim ingår i släktet Apanteles och familjen bracksteklar. Inga underarter finns listade i Catalogue of Life.